# Písečné (district de Žďár nad Sázavou)
Pour les articles homonymes, voir Písečné.
Písečné (en allemand : Pisetschna) est une commune du district de Žďár nad Sázavou, dans la région de Vysočina, en République tchèque. Sa population s'élevait à 190 habitants en 2020.

## Géographie
Písečné se trouve à 5 km au sud-est du centre de Bystřice nad Pernštejnem, à 21,5 km à l'est de Žďár nad Sázavou, à 50 km à l'est-nord-est de Jihlava et à 143 km au sud-est de Prague.
La commune est limitée par Velké Janovice et Dalečín au nord, par Vítochov, un quartier de Bystřice nad Pernštejnem, à l'est, par Ždánice et Bystřice nad Pernštejnem au sud, et par Bohuňov et Lísek à l'ouest.

## Histoire
La première mention écrite de la localité date de 1297.

## Transports
Par la route, Písečné se trouve à 5,5 km de Bystřice nad Pernštejnem, à 29 km de Žďár nad Sázavou, à 65,5 km de Jihlava et à 186 km de Prague.